# Xidagou (köpinghuvudort i Kina, Xinjiang Uygur Zizhiqu, lat 44,33, long 84,58)
Xidagou (kinesiska: 西大沟, 西大沟镇) är en köpinghuvudort i Kina. Den ligger i den autonoma regionen Xinjiang, i den nordvästra delen av landet, omkring 250 kilometer väster om regionhuvudstaden Ürümqi. Antalet invånare är 7 827. Befolkningen består av 3 748 kvinnor och 4 079 män. Barn under 15 år utgör 17,0 %, vuxna 15-64 år 75 %, och äldre över 65 år 7,0 %.
Runt Xidagou är det glesbefolkat, med 14 invånare per kvadratkilometer. Närmaste större samhälle är Usu, 13,2 km nordost om Xidagou. Trakten runt Xidagou består i huvudsak av gräsmarker.
Genomsnittlig årsnederbörd är 307 millimeter. Den regnigaste månaden är juli, med i genomsnitt 60 mm nederbörd, och den torraste är februari, med 10 mm nederbörd.